# Origami

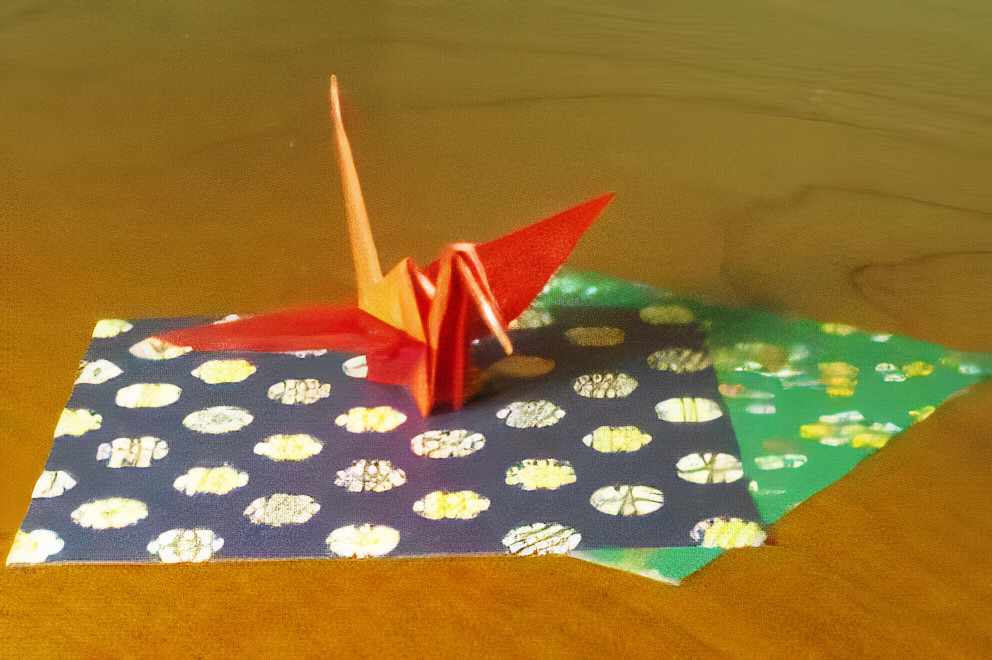
Papírový jeřáb - Orizuru

Origami (japonsky: 折り紙; z japonského oru – skládat, kami – papír) je japonské umění skládání rozličných motivů z papíru.

## Historie
Předpokládá se, že vzniklo přibližně v 9. století, když zprvu mělo své místo při náboženských obřadech a výzdobě šintoistických svatyní.
Jako široce rozšířená zábava se začíná objevovat až v 17. století a jeho obliba výrazně stoupá následující dvě století, až do devatenáctého století, kdy byla tato forma zábavy obecně rozšířena a stala se uznávaným uměním. Principem origami je přeměnit list papíru, případně něčeho podobného ve smysluplný objekt s pomocí překládání. Použití lepidla je běžné především v moderním origami a slouží k celkovému zpevnění a konzervování modelu
. Stříhání či prostřihování čtvercového základu není pro origami cizí, vždyť už úplně první kniha o origami z roku 1797 Senbazuru orikata je založená výhradně na stříhání a nastřihování.[zdroj⁠?!]
Počet prvotních technik origami je relativně malý, ale díky kombinacím těchto základních postupů je možnost papír poskládat do rozličných tvarů. Nejznámější origami skládačkou je zřejmě papírový jeřáb.
Popularita origami v Japonsku je obrovská. Skládat z papíru se učí děti už v mateřské školce. Maskoty zimních olympijských her v Naganu vytvořil jeden z největších mistrů tohoto umění Joseph Wu. Ovšem největším dokladem toho, co pro Japonce origami znamená, je pomník dětským obětem atomové bomby v Hirošimě – Děvčátko skládající jeřába. Byl vytvořen podle dívenky Sadako, trpící v důsledku ozáření leukémií, která se podle staré japonské legendy snažila poskládat tisíc papírových jeřábů, aby se uzdravila; nemoc však byla rychlejší. Mimo ni je pravděpodobně největší osobností origami dvacátého století Akira Jošizawa.
Je obecně rozšířeným omylem, že skládání z papíru se vyvinulo v Japonsku a odtud se postupem času rozšířilo do zbytku světa. Skládání papíru v Evropě se vyvinulo zcela nezávisle, a to nejpozději ve 13. století. A tak ještě dnes je těžké ve Španělsku potkat někoho, kdo by znal origami. Zde se pro skládání papírových skládanek vžilo označení papiroflexia.

## Typy skládanek
- Pohyblivé

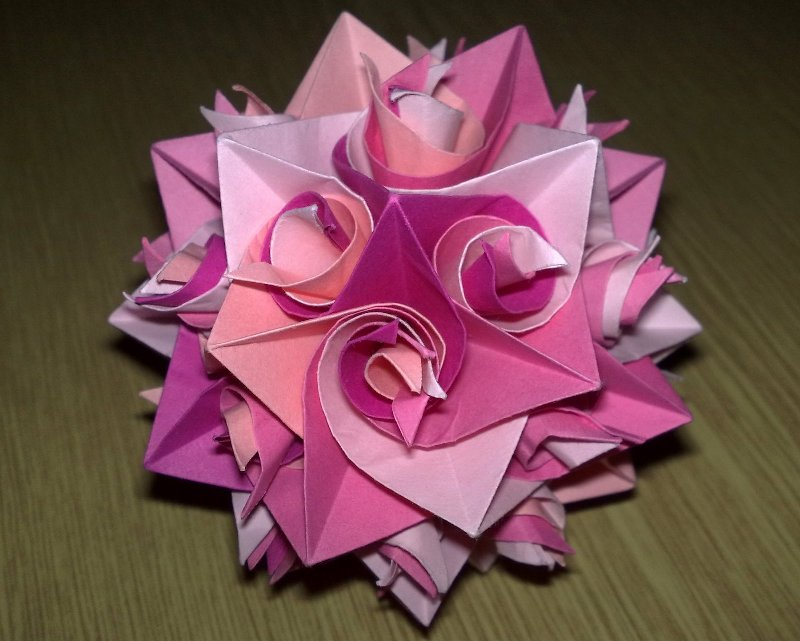
Květinová koule - Kusudama

Dá se s nimi manipulovat (kroutit, tahat), například skákací žabička nebo nebe-peklo-ráj.
- Modulární

Složené z více dílů, které jsou do sebe zasunuty. Někdy také nazývané 3D origami. Do této kategorie patří i Kusudama – ozdobné květinové koule.
- Mokré

Papír je navlhčený pro snadnější manipulaci. Obvykle na složité a náročné modely.

## Galerie

Ukázka návodu – diagramu. Zde drak.
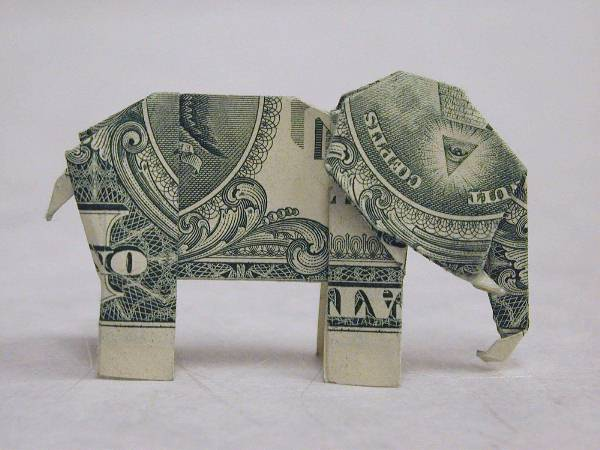
Origami Slon vytvořený z dolarové bankovky.
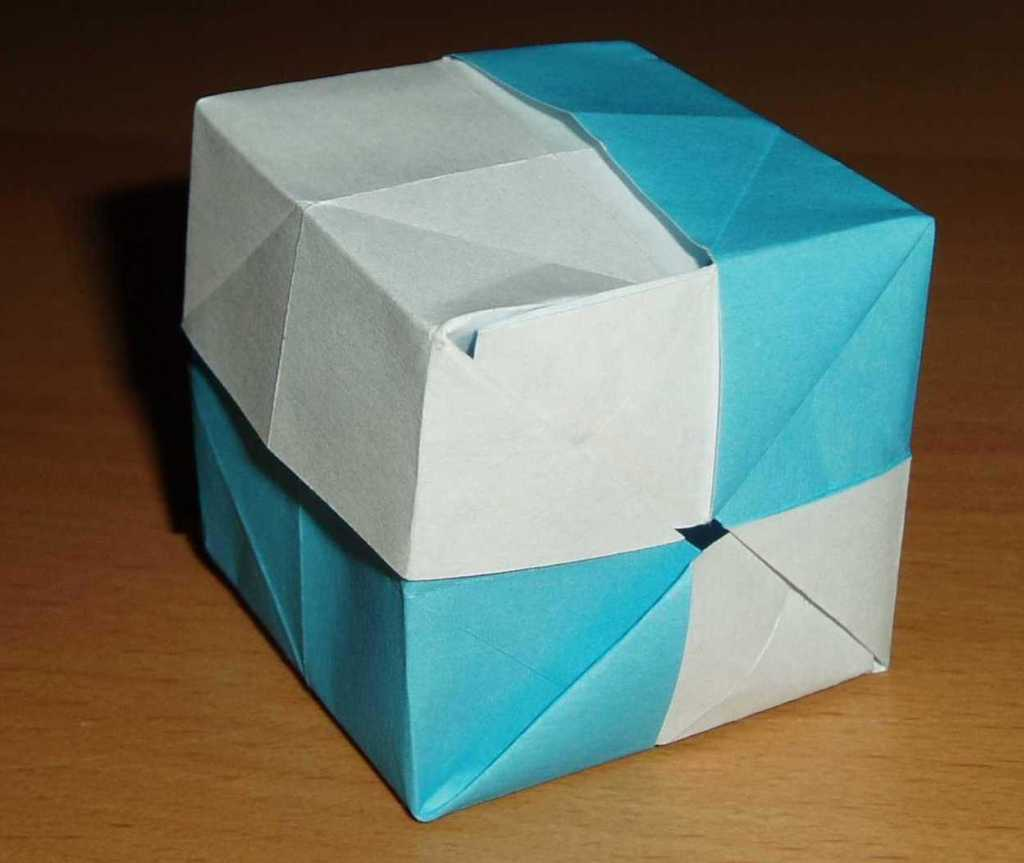
Kawasakiho kostka.
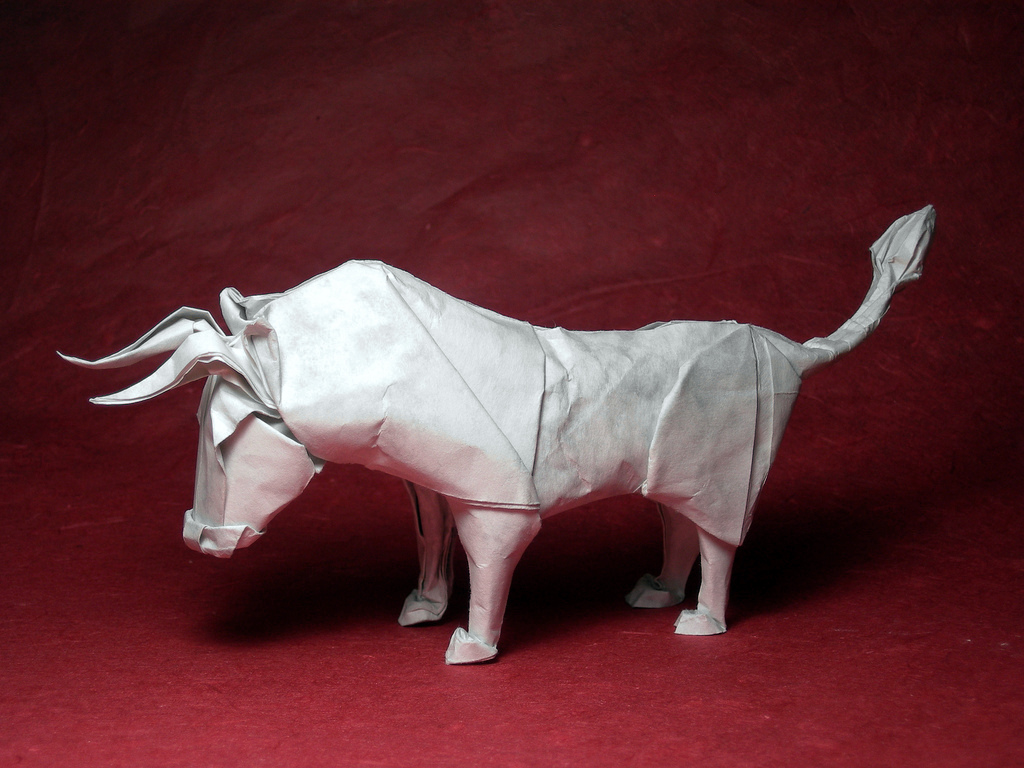
Býk vytvořený Němcem Stephanem Weberem mokrou metodou.
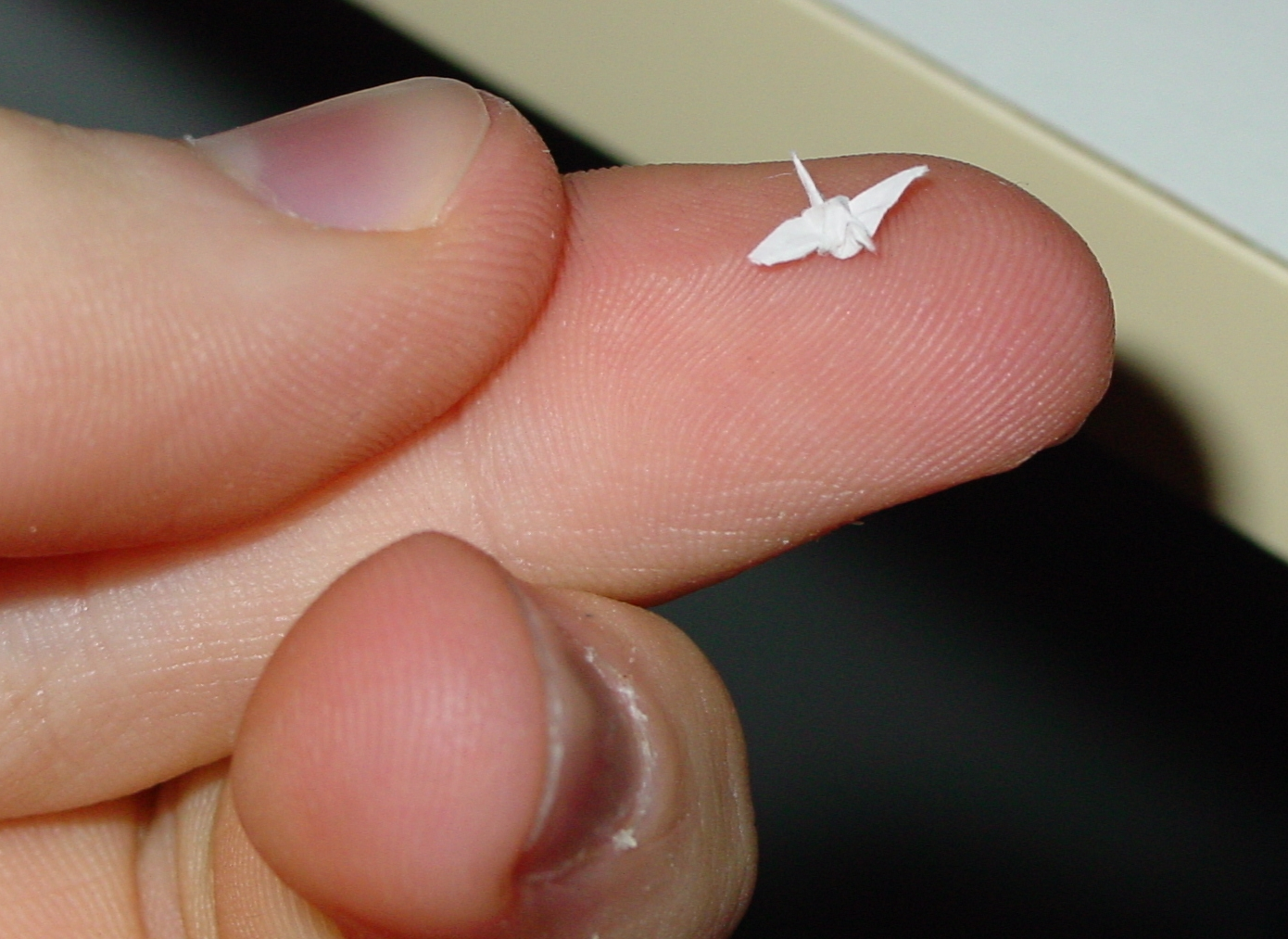
Miniaturní verze papírového jeřába.
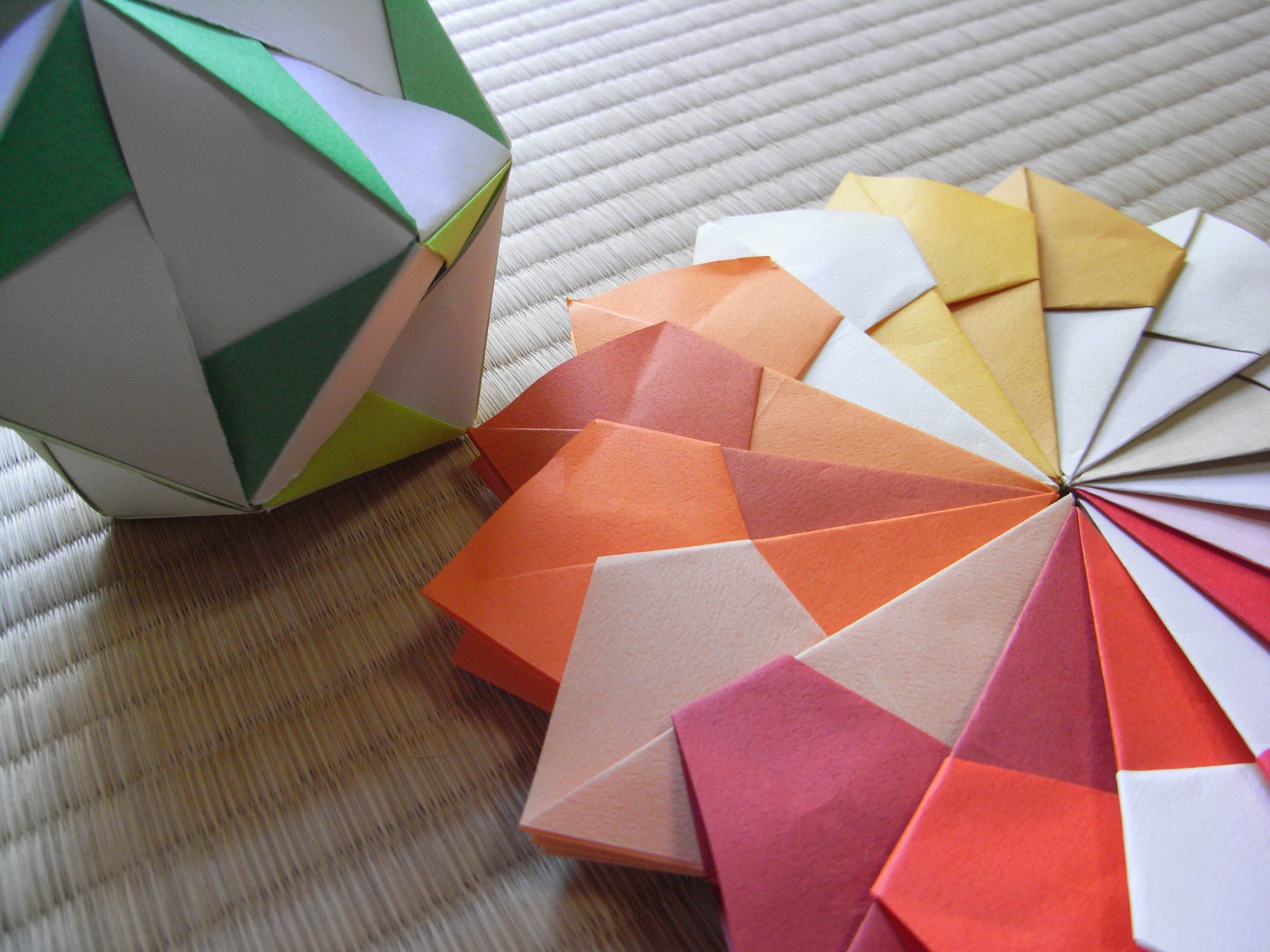
Dva příklady modulárního origami.
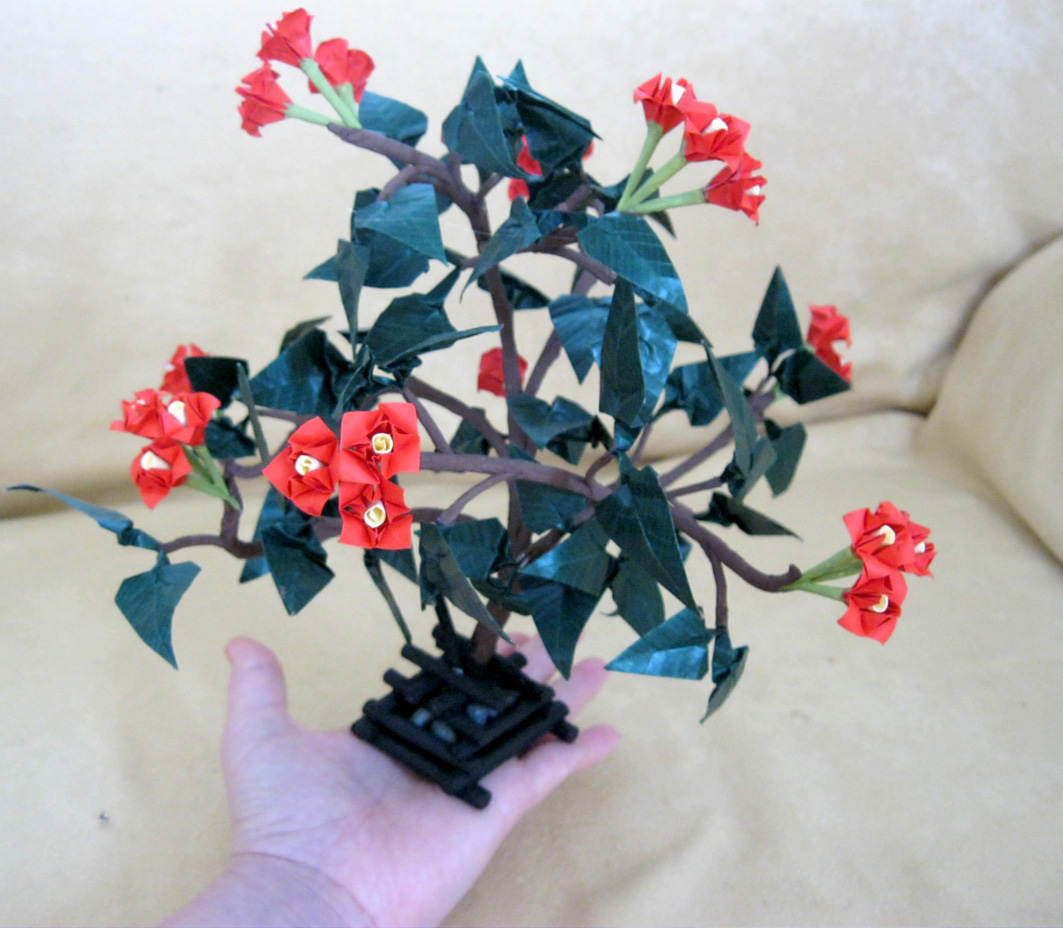
Bonsai.
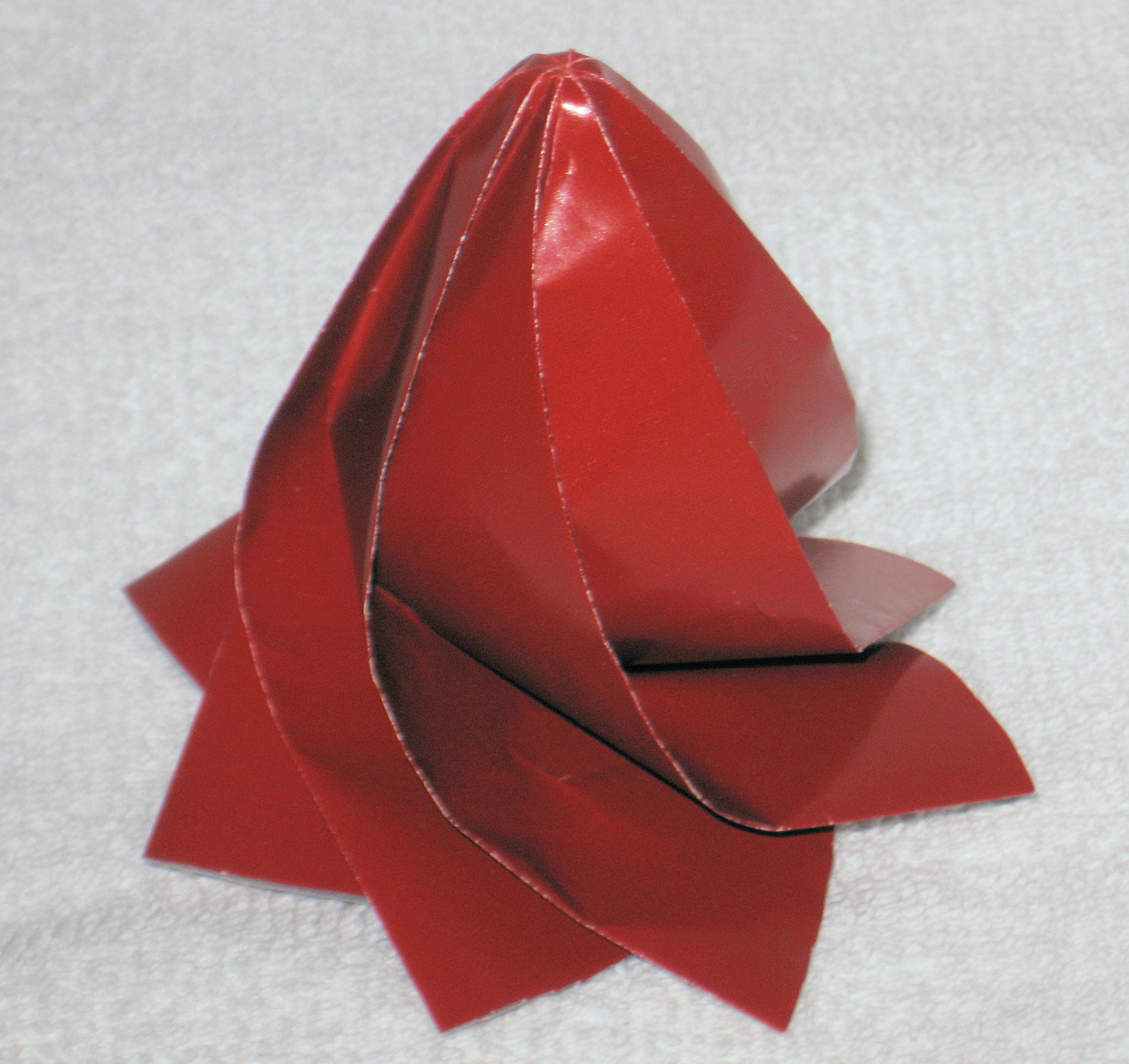
Ukázka zakřiveného skládání (autor Philip Chapman-Bell).